# Чёрный электрический скат
Чёрный электрический скат, или чёрный гнюс (лат. Tetronarce nobiliana), — вид скатов из семейства гнюсовых отряда электрических скатов. Это хрящевые рыбы, ведущие донный образ жизни, с крупными, уплощёнными грудными и брюшными плавниками, образующими почти круглый диск, коротким и толстым мускулистым хвостом, двумя спинными плавниками и хорошо развитым хвостовым плавником. Подобно прочим представителям своего семейства способны генерировать электрический ток напряжением до 220 вольт. Обитают в северо-западной, центрально-западной, северо-восточной и юго-восточной частях Атлантического океана на глубине до 800 м. Молодые скаты чаще встречаются на песчаном или илистом мелководье, а взрослые держатся дальше от берега. Максимальная зарегистрированная длина 180 см, а масса 90 кг. Окраска ровного тёмного цвета. Края брызгалец гладкие.
Чёрные электрические скаты ведут одиночный ночной образ жизни. Их рацион состоит в основном из костистых рыб, иногда ракообразных и мелких акул. Чёрные электрические скаты размножаются яйцеживорождением, в помёте до 60 новорождённых, беременность длится около 1 года.
Электрический разряд, генерируемый чёрными гнюсами, способен оглушить, но не убить человека. Этих скатов, наряду с прочими гнюсами, используют в качестве модельных организмов в биомедицинских исследованиях. До XIX столетия жир печени этих скатов использовался для лампового освещения. Ныне они не представляют интереса для коммерческого рыболовства. В качестве прилова попадаются в ходе прибрежного донного промысла.

## Этимология
Родовое название Tetronarce происходит от др.-греч. τετρα [tetra] — «четыре», и ναρκῶ [narke] — «онемение». Первая часть имени, вероятно, относится к уплощённым грудным и брюшным плавникам, которые при виде сверху выглядят как четыре стороны одной фигуры. Словом narke называют любых электрических рыб из-за их способности вызывать ощущение онемения. Вид назван в честь учёного Леопольдо Нобили (1784—1835), изучавшего способность животных генерировать электричество.

## Ареал
Чёрные электрические скаты обитают в прохладных водах западной и восточной частей Атлантики. На востоке они встречаются от севера Шотландии до Гвинейского залива, включая Средиземное море (но не в Чёрном море), у Азорских островов и Мадейры, а также от Намибии до западного побережья ЮАР. На востоке эти скаты попадаются от Новой Шотландии до Венесуэлы и Бразилии. Изредка их можно встретить в Северном море, и у южного побережья Северной Каролины.
Молодые чёрные электрические скаты держатся у дна и, как правило, встречаются на глубине 10—50 м (хотя иногда их встречают значительно глубже) на песчаном или илистом дне или неподалёку от коралловых рифов. Взрослые рыбы, как правило, встречаются в открытом океане у дна на глубине до 800 м. В Средиземном море они чаще попадаются на глубине от 200 до 500 м. Вероятно, они совершают протяжённые миграции.

## Описание
Грудные плавники чёрных гнюсов формируют почти круглый диск, ширина которого примерно в 1,2 раза превышает длину. Передний край диска плотный и образует почти прямую линию. По обе стороны головы сквозь кожу проглядывают электрические парные органы в форме почек. Позади маленьких глаз расположены крупные овальные брызгальца с гладкими краями. Ноздри расположены близко ко рту. Между ноздрями имеется прямоугольный кожаный лоскут с волнистым нижним краем, ширина лоскута в 3 раза превосходит его длину. Рот широкий и изогнутый с заметными бороздками по углам. Маленькие изогнутые зубы оканчиваются единичным остриём, с возрастом их количество растёт (от 38 зубных рядов у молодых скатов до 66 у взрослых). Функциональными являются первые несколько рядов. На нижней стороне диска расположены пять пар небольших жаберных щелей, из которых пятые короче остальных.

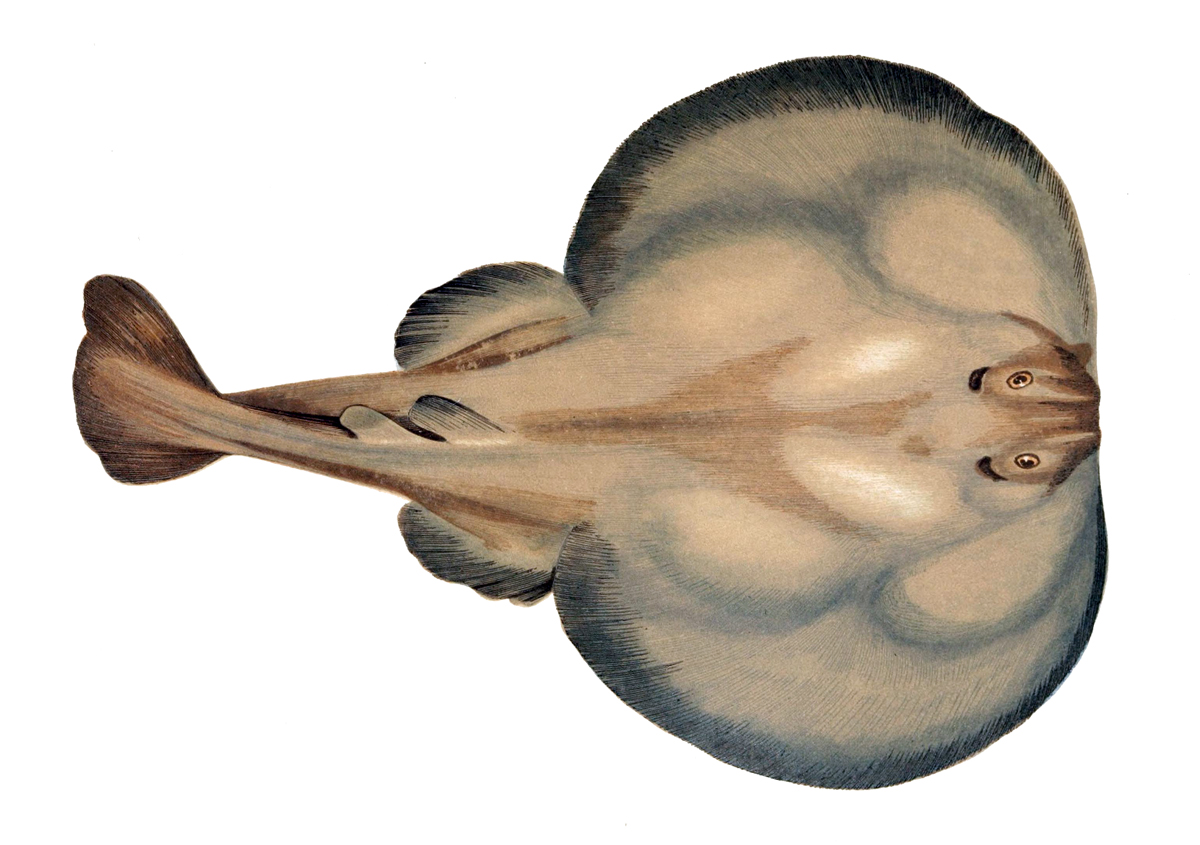
Ранняя иллюстрация, изображающая чёрного электрического ската

Брюшные плавники закруглены и слегка перекрывают диск передним краем. Два спинных плавника треугольной формы с закруглёнными вершинами расположены близко друг к другу. Основание первого спинного плавника расположен напротив начала основания брюшных плавников. Второй спинной плавник по размеру составляет около 2/3 первого. Расстояние между спинными плавниками меньше длины основания первого спинного плавника. Длина массивного хвоста составляет около 1/3 от общей длины. Он оканчивается хвостовым плавником в форме равнобедренного треугольника с закруглёнными вершинами и слегка вогнутыми сторонами. Мягкая кожа лишена чешуи. Дорсальная поверхность тела окрашена в ровный тёмно-коричневый или тёмно-серый цвет, края плавников темнее основного фона. Вентральная поверхность белая с более тёмными краями диска. Максимальная зарегистрированная длина 180 см, а масса тела 90 кг. Средняя длина составляет 60—150 см, а масса 14 кг. Самки в целом крупнее самцов.

## Биология
Ведущие одиночный образ жизни и медлительные чёрные гнюсы часто лежат неподвижно на дне под слоем седимента. Ночью они становятся более активными. Благодаря довольно крупным размерам и способности генерировать электричество чёрные гнюсы редко становятся добычей других животных. На чёрных электрических скатах паразитируют ленточные черви Calyptrobothrium occidentale и C. minus,  Grillotia microthrix, Monorygma sp. и Phyllobothrium gracile, моногенеи Amphibdella flabolineata и Amphibdelloides kechemiraen и копеподы Eudactylina rachelae. Согласно некоторым источникам, чёрные гнюсы способны прожить без воды целый день. Гемоглобин чёрного гнюса не подвержен эффекту Вериго — Бора.

### Электрические органы
Подобно прочим представителям своего отряда, чёрные гнюсы способны генерировать электричество, с помощью которого защищаются от хищников и охотятся. Каждый из парных электрических органов, вес которых составляет до 1/6 от общего веса, состоит из 1025—1083 вертикальных шестиугольных стопок, в свою очередь, представляющих собой кипу из примерно 1500 наполненных желеобразной массой электрических элементов, действующих подобно батарее параллельного соединения. Электрический разряд, производимый этими скатами, имеет напряжение 170—220 вольт, если они хорошо питаются и не утомлены. Скаты испускают разряды, состоящие из нескольких монофазных импульсов продолжительностью около 0,03 с. Количество импульсов в среднем составляет 12, максимальное значение — 100. Чёрные скаты регулярно испускают электрические импульсы даже без внешнего стимулирования.

### Питание
Чёрные гнюсы охотятся из засады и оглушают жертву электрическим разрядом. Их рацион в основном состоит из костистых рыб, таких как кефали, морские угри, лососи и камбалы, иногда они охотятся на кошачьих акул и ракообразных. В неволе были сделаны наблюдения за охотящимися чёрными гнюсами. Неподвижно лежащий на дне скат атаковал проплывавшую перед ним рыбу. В момент контакта он захватывает её грудными плавниками, создавая при этом сильный электрический разряд. Такая стратегия позволяет медлительным скатам поймать довольно быструю добычу. Скат направляет оглушённую жертву ко рту волнообразными движениями диска и заглатывает её с головы. Челюсти чёрных электрических скатов способны сильно растягиваться, позволяя им заглатывать довольно крупную добычу: в желудке одной особи был найден целый лосось массой 2 кг, а в желудке другого ската обнаружили неповреждённого паралихта Paralichthys dentatus длиной 37 см. Известно, что чёрные гнюсы способны убить более крупную рыбу, чем они способны проглотить.

### Жизненный цикл
Чёрные гнюсы размножаются яйцеживорождением, сначала развивающиеся эмбрионы питаются желтком, а затем гистотрофом, вырабатываемым организмом матери. У взрослых самок имеется по два функциональных яичника и по две матки. Репродуктивный цикл у самок, вероятно, длится 2 года. Новорождённые появляются на свет летом, примерно через 12 месяцев после спаривания. В помёте до 60 мальков, численность потомства напрямую коррелирует с размером самки.
Когда эмбрионы достигают длины 17 см, в передней части диска у них образуются две глубокие выемки, отмечающие основание грудных плавников. Кожаный лоскут между ноздрями к этому времени ещё отсутствует. С другой стороны, глаза, брызгальца, спинные плавники и хвост уже имеют пропорции взрослого ската. Новорождённые появляются на свет длиной около 17—25 см, у них ещё имеются углубления на переднем крае диска. Самцы и самки достигают половой зрелости при длине 55 см и 90 см соответственно.

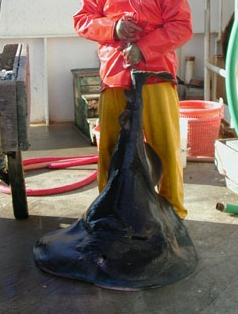
Чёрные электрические скаты не являются объектом целевого промысла, но попадаются в качестве прилова

## Таксономия
Впервые новый вид был описан в 1835 году французским натуралистом Шарлем Люсьеном Бонапартом под названием Torpedo nobiliana. Синтипами были назначены 12 особей. Условно к виду чёрных электрических скатов относят крупных гнюсов, обитающих у побережья ЮАР. Гнюсы, обитающие в Индийском океане в водах Мозамбика, также могут принадлежать к этому виду. Традиционно внутри рода гнюсов чёрный электрический скат относится к подроду Tetronarce, который отличается от другого подрода Torpedo ровной окраской без отметин и гладким краем брызгалец.
Филогенетический анализ последовательности нуклеотидов в гене NADH2 позволил предположить, что наиболее близкий к чёрному скату вид — это Torpedo (Tetronarce) macneilli. Этот вид вместе с чёрным гнюсом составляют кладу, которая является сестринской по отношению к остальным видам рода Torpedo. По состоянию на начало XXI века, Tetronarce часто рассматривается как самостоятельный род скатов семейства гнюсовых.

## Взаимодействие с человеком

### Историческое использование
Способность этих рыб производить электричество была известна с времён античности, её использовали в медицине. Древние греки и римляне прикладывали живых скатов для лечения головной боли и подагры, а также рекомендовали эпилептикам употреблять их мясо в пищу. Кроме использования в медицине, до широкого распространения в XIX веке керосина, жир печени чёрных электрических скатов рассматривался как эквивалент китового жира, который служил для лампового освещения.

### Современное использование
Чёрных гнюсов, наряду с прочими электрическими скатами, используют в качестве модельных организмов в биомедицинских исследованиях (в том числе, для изучения молекулярной основы механизма анестезии), поскольку их электрические органы богаты ацетилхолиновыми рецепторами, играющими важную роль в нервной системе человека.
Чёрные электрические скаты использовались наряду с некоторыми другими видами скатов для оценки степени загрязнённости морской воды хлороорганическими поллютантами, такими как полихлорированные бифенилы и ДДТ. Концентрация данных веществ в печени скатов по мнению исследователей является хорошим показателем среднего уровня контаминации морской фауны в целом. Похожее исследование было проведено и с целью оценки уровня контаминации скатов тяжёлыми металлами.
Эти скаты не представляют интереса для коммерческого рыболовства, у них дряблое и безвкусное мясо. В качестве прилова они могут попадаться при коммерческом донном промысле, а также на крючок. Пойманных рыб, как правило, выбрасывают за борт или используют в качестве наживки.

### Опасность для человека
Чёрные гнюсы способны нанести человеку сильный, вплоть до обморока, но не смертельный удар током. Предположительно, они представляют некоторую опасность для аквалангистов, поскольку человек, будучи оглушённым, может захлебнуться.

### Охранный статус
Международный союз охраны природы присвоил виду охранный статус «Вызывающий наименьшие опасения». Некоторые опасения относительно будущего данного вида скатов вызваны разрушением коралловых рифов, с которыми связан их цикл размножения.